# Renault R.S.01
Der Renault R.S.01 ist ein Fahrzeug des französischen Automobilherstellers Renault. Er wurde im August 2014 auf der Moskau Motorshow der Öffentlichkeit vorgestellt.

## Beschreibung
Das Fahrzeug wurde für die Renault World Series entwickelt. Das Chassis ist ein Monocoque aus kohlenstofffaserverstärktem Kunststoff.  Das Fahrwerk ist mit hochfesten Uniball-Gelenken und Schubstangen ausgeführt. Die Mittelmotor-Antriebseinheit, das sequenzielle Siebenganggetriebe und der Motor aus dem Nissan GT-R übertragen das Drehmoment auf die Hinterräder. Auf die Bremsscheiben aus Carbon-Keramik wirken Sechskolbenbremssättel. Außer einer Traktionskontrolle hat der Renault R.S.01 ein Antiblockiersystem von Bosch. Frontscheinwerfer und Rückleuchten sind mit Leuchtdioden ausgeführt. Bei einer Geschwindigkeit von 270 km/h wirkt eine Anpresskraft von rund 11 kN  auf den R.S.01. Das entspricht in etwa dem Fahrzeuggewicht.

### Technische Daten
|                                | R.S.01                                                |
| ------------------------------ | ----------------------------------------------------- |
| Bauzeit                        | ab 2015                                               |
| Motor                          | Nissan VR38DETT                                       |
| Motortyp                       | Ottomotor                                             |
| Motorbauart                    | 60°-V6-Motor mit Bi-Turboaufladung, Vierventiltechnik |
| Gemischaufbereitung            | Elektronisch gesteuerte Benzindirekteinspritzung      |
| Verdichtungsverhältnis         | 9:1                                                   |
| Schmierung                     | Trockensumpfschmierung                                |
| Treibstoff                     | Vergasertreibstoff nach DIN EN 228 (ROZ 100)          |
| Bohrung × Hub, Hubraum         | 95,5 × 88,4 mm, 3799 cm³                              |
| Leistung bei 6800 min−1        | 404,5 kW (550 PS)                                     |
| max. Drehmoment bei 5000 min−1 | 630 Nm                                                |
| Getriebe, serienmäßig          | Sequenzielles Siebengangschaltgetriebe                |
| Antrieb, serienmäßig           | Hinterradantrieb                                      |
| Bremsanlage                    | ø 380 mm, Carbon-Keramik, Sechskolbenbremssättel      |
| Höchstgeschwindigkeit          | > 300 km/h                                            |
| Beschleunigung 0–100 km/h      | 2,5 s                                                 |